# Giải bóng đá vô địch quốc gia Tajikistan 2013
Giải bóng đá vô địch quốc gia Tajikistan 2013 khởi tranh ngày 6 tháng 4 năm 2013 và kết thúc ngày 17 tháng 11 năm 2013.

## Đội bóng
| Đội bóng                | Địa điểm     | Địa điểm                            | Sức chứa |
| ----------------------- | ------------ | ----------------------------------- | -------- |
| CSKA Pomir Dushanbe     | Dushanbe     | Sân vận động CSKA                   | 7.000    |
| Energetik Dushanbe      | Dushanbe     |                                     |          |
| Istaravshan             | Istaravshan  | Istravshan Arena                    | 20.000   |
| Istiklol                | Dushanbe     | Sân vận động Pamir                  | 24.000   |
| Khayr Vahdat            | Vahdat       |                                     |          |
| Khujand                 | Khujand      | Sân vận động 20-Letie Nezavisimosti | 20.000   |
| Parvoz Bobojon Ghafurov | Ghafurov     |                                     |          |
| Ravshan                 | Kulob        | Sân vận động Trung tâm Kulob        | 20.000   |
| Regar-TadAZ             | Tursunzoda   | Sân vận động Metallurg 1st District | 20.000   |
| Vakhsh                  | Qurghonteppa | Sân vận động Tsentralnyi            | 10.000   |

## Bảng xếp hạng
| VT | Đội                 | ST | T  | H | B  | BT | BB | HS  | Đ  | Giành quyền tham dự |
| -- | ------------------- | -- | -- | - | -- | -- | -- | --- | -- | ------------------- |
| 1  | Ravshan Kulob (C)   | 18 | 14 | 4 | 0  | 26 | 5  | +21 | 46 | Cúp AFC             |
| 2  | Istiklol            | 18 | 14 | 1 | 3  | 47 | 8  | +39 | 43 |                     |
| 3  | Khayr Vahdat        | 18 | 9  | 7 | 2  | 26 | 14 | +12 | 34 |                     |
| 4  | Regar-TadAZ         | 18 | 10 | 3 | 5  | 26 | 18 | +8  | 33 |                     |
| 5  | Khujand             | 18 | 6  | 5 | 7  | 17 | 21 | −4  | 23 |                     |
| 6  | Parvoz              | 18 | 4  | 7 | 7  | 14 | 29 | −15 | 19 |                     |
| 7  | Vakhsh              | 18 | 4  | 4 | 10 | 11 | 17 | −6  | 16 |                     |
| 8  | Energetik Dushanbe  | 18 | 4  | 4 | 10 | 13 | 23 | −10 | 16 |                     |
| 9  | CSKA Pamir Dushanbe | 18 | 2  | 5 | 11 | 10 | 26 | −16 | 11 |                     |
| 10 | Istaravshan         | 18 | 2  | 2 | 14 | 13 | 42 | −29 | 8  |                     |
| 11 | Panjshir            | 0  | 0  | 0 | 0  | 0  | 0  | 0   | 0  |                     |

1. ↑  Panjshir withdrew or disvào vòng trong from the league; all results annulled.

## Vua phá lưới
| Thứ hạng | Cầu thủ              | Câu lạc bộ     | Bàn thắng |
| -------- | -------------------- | -------------- | --------- |
| 1        | Hossein Sohrabi      | Khayr/Istiqlol | 11        |
| 2        | Dilshod Vasiev       | Istiqlol       | 10        |
| 3        | Aleksandr Kudryashov | Istiqlol       | 7         |
| 3        | Hasan Rustamov       | Ravshan        | 7         |
| 5        | Mirzobek Mirzoev     | Khayr          | 6         |

### Hat-trick
| Cầu thủ              | Đội bóng | Đối thủ                 | Kết quả | Ngày                 |
| -------------------- | -------- | ----------------------- | ------- | -------------------- |
| Aleksandr Kudryashov | Istiklol | Istaravshan             | 9–0     | 8 tháng 6 năm 2013   |
| Dilshod Vasiev       | Istiklol | Parvoz Bobojon Ghafurov | 6–0     | 30 tháng 10 năm 2013 |